# Enfeh

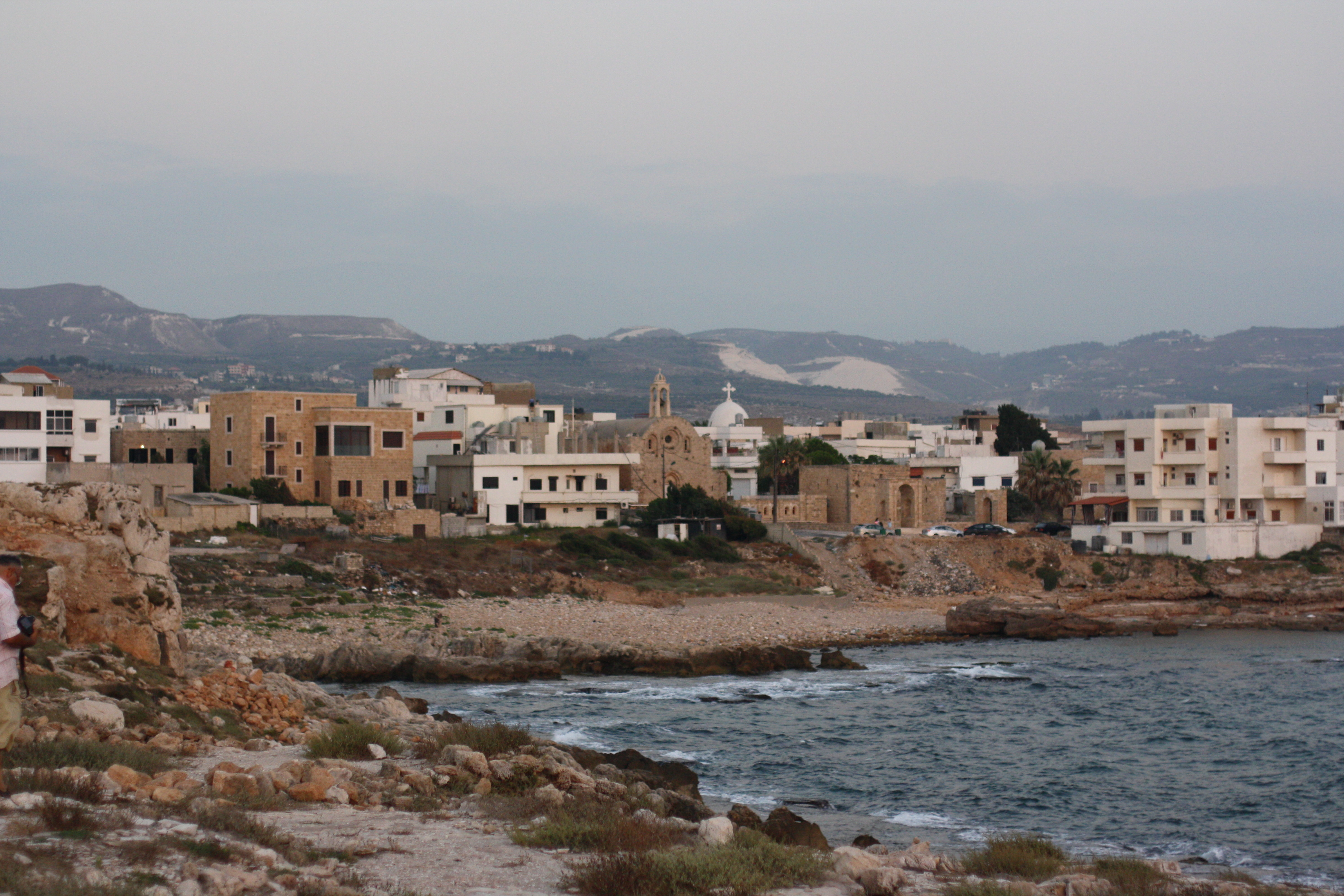
Vista general

Enfeh o Nefin és una ciutat del Líban, pertanyent al districte nord. Limita amb les ciutats de Chekka, Al-Qalamoun, Barghoun i Zakroun. Està a 65 km al nord de Beirut i a 15 km al sud de Trípoli. Té una extensió de 4,93 km², i la seva població volta els 6.500 habitants. La seva gent són principalment de religió ortodoxa. La seva fortalesa, construïda sobre una península en la Mediterrània, conté les restes de 3.000 anys d'ocupació humana. Aquesta ciutat pesquera és coneguda per les seves esglésies antigues i per les seves cases coves. Actualment la producció de sal i el turisme són les principals activitats econòmiques. A prop del centre urbà esta l'abadia de Balamand (o Belmont), sobre un penya-segat, que ara és la seu d'una universitat.

## Història

### Antiguitat
Els primers vestigis d'assentament humà a Enfeh estan sobre una península de 400 metres de llarg per 120m d'ample, parcialment separada del continent per dos fossats que es van excavar en la roca durant el període de les croades. Hi ha restes de la cultura fenícia també en el turó del costat anomenat Al-Gheer on es conserven coves que van ser habitades. És l'unica ciutat de la Mediterrània amb aquests tipus d'habitatges excavat en la roca. Aquesta vila podria ser anterior a l'època fenícia, ja que el seu nom, Enfeh, apareix escrit en les tauletes d'Amarna de l'antic Egipte, que van ser enviades pels governadors de Canaan als faraons demanant suport militar contra els invasors amorrites. Les cartes escrites per Rib Addi, rei de Biblos, esmenten la ciutat cananea d'Enfeh (anomenada Ampi en les tauletes). Enfeh fou conquerida per l'exèrcit dels assiris el segle vii aC, quan era anomenada "Anpa". Les restes dels següents assentaments són: cases excavades en la roca, santuaris, cisternes, cellers, premses de vi, escales i camins també excavats en el roquer. Hi ha una antiga pedrera anomenada El Gran Fossat, que fou emprada pels fenicis com a port i drassanes.

### Època de les croades

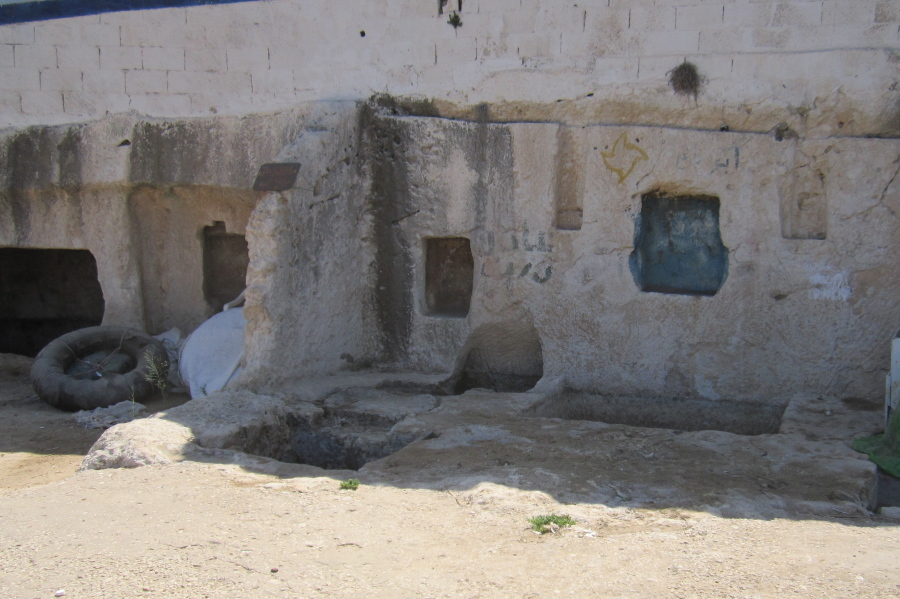
Ruïnes medievals

La península d'Enfeh fou una important fortalesa en l'època de les croades, que els francs anomenaven Nephin, i fou un dels feus del Comtat de Trípoli. Els senyors de Nefin se sentien segurs en un castell de difícil accés. Alguns tingueren reputació de barons pirates i de ser el terror dels viatgers per mar entre Jerusalem i Trípoli. La vila tenia millor reputació, pels seus vins preuats en tots els estats croats entre els segles xii i xiii. Enfeh era en aquell moment una petita vila fortificada i envoltada de camps fèrtils amb vinyes, amb la família Renoir governant. El 1213 el comte de Trípoli, Bohmond I, volia ser reconegut també com a príncep d'Antioquia però alguns cavallers no l'acceptaren. El senyor de Nefin cometé un acte de rebel·lia casant-se sense el seu permís, llavors el comte l'expulsà i aquest anà a cercar refugi a Xipre. El 1282, Enfeh fou l'escenari d'un dels fets que marcaren la fi de les croades, amb relació a la guerra de Sant Saba. El senyor de Biblos, els genovesos i els templers s'alçaren contra el comte de Trípoli Bohemon VII, però van ser derrotats. Bohemon VII castigà els genovesos cegant-los i enterrà viu al senyor de Biblos i la seva família en la fortalesa d'Enfeh.

### Caiguda de Trípoli
El 1289 el soldà Qalàwun atacà i destruí Trípoli. Els cavallers que escaparen de la ciutat en flames foren acollits en els dos castells properes de la costa, el de Batrun i el de Nephin (Enfeh), des d'on planejaren una retirada a Xipre per contraatacar més endavant. Qalàwun destruí ambdós castells, en el cas de Batrun ho feu tan a consciència que no en queden restes, en el cas de Nephin (Enfeh) fou diferent perquè els croats havien havien excavat un gran fossat deixant només un petit pont per a accedir-hi des de terra ferma.

## Clima
Enfeh està dins la zona de clima mediterrani, amb quatre estacions ben diferenciades. Les temperatures són en general temperades.
| Dades climàtiques a Enfeh, Líban | Dades climàtiques a Enfeh, Líban | Dades climàtiques a Enfeh, Líban | Dades climàtiques a Enfeh, Líban | Dades climàtiques a Enfeh, Líban | Dades climàtiques a Enfeh, Líban | Dades climàtiques a Enfeh, Líban | Dades climàtiques a Enfeh, Líban | Dades climàtiques a Enfeh, Líban | Dades climàtiques a Enfeh, Líban | Dades climàtiques a Enfeh, Líban | Dades climàtiques a Enfeh, Líban | Dades climàtiques a Enfeh, Líban | Dades climàtiques a Enfeh, Líban |
| Mes                              | gen                              | febr                             | març                             | abr                              | maig                             | juny                             | jul                              | ag                               | set                              | oct                              | nov                              | des                              | anual                            |
| -------------------------------- | -------------------------------- | -------------------------------- | -------------------------------- | -------------------------------- | -------------------------------- | -------------------------------- | -------------------------------- | -------------------------------- | -------------------------------- | -------------------------------- | -------------------------------- | -------------------------------- | -------------------------------- |
| Màxima mitjana °C (°F)           | 16 (61)                          | 17 (63)                          | 18 (64)                          | 21 (70)                          | 25 (77)                          | 28 (82)                          | 30 (86)                          | 30 (86)                          | 29 (84)                          | 26 (79)                          | 22 (72)                          | 18 (64)                          | 23 (73)                          |
| Mínima mitjana °C (°F)           | 8 (46)                           | 7 (45)                           | 10 (50)                          | 12 (54)                          | 16 (61)                          | 19 (66)                          | 22 (72)                          | 22 (72)                          | 21 (70)                          | 17 (63)                          | 12 (54)                          | 10 (50)                          | 15 (59)                          |
| Mitjana de dies de precipitació  | 6                                | 4                                | 4                                | 2                                | 0                                | 0                                | 0                                | 0                                | 0                                | 2                                | 2                                | 4                                | 24                               |
| Font: climate-zone.com/          |                                  |                                  |                                  |                                  |                                  |                                  |                                  |                                  |                                  |                                  |                                  |                                  |                                  |

## Demografia
S'estima que la seva població volta els 6.500 habitants. Enfeh és una de moltes viles libaneses on el nombre d'habitants s'ha reduït dràsticament, a cada família hi ha més membres vivint a l'estranger que residint aquí. L'emigració s'ha estat produint des de mitjan segle xix, quan moltes persones van emigrar cap a Austràlia i el continent americà (nord i sud). El fenomen ha continuat fins al dia present. D'algunes famílies no en queda cap membre, altres famílies s'han vist molt reduïdes. En ciutats grans de Brasil, Argentina, Qatar, Austràlia, Canadà i els EUA hi ha persones els ancestres dels quals provenen d'Enfeh. Durant els períodes de vacances, sobretot a l'estiu, moltes de les cases que normalment estan buides es tornen a usar amb els parents que venen de visita.
Pel que fa a la religió, la majoria són cristians ortodoxos, però també hi ha cristians maronites i hi ha una petita minoria de musulmans sunnites.

## Economia

### Salines
Hi ha àmplies àrees en la rodalia del nucli urbà que es fan servir per obtenir sal. Tot al llarg de la badia, les salines donen un element distintiu al paisatge, especialment amb el molí de vent que impulsa l'aigua del mar cap a l'embassament de la salina. La sal a Enfeh és anomenada l'or blanc pel valor que té en l'economia local.

### Pesca

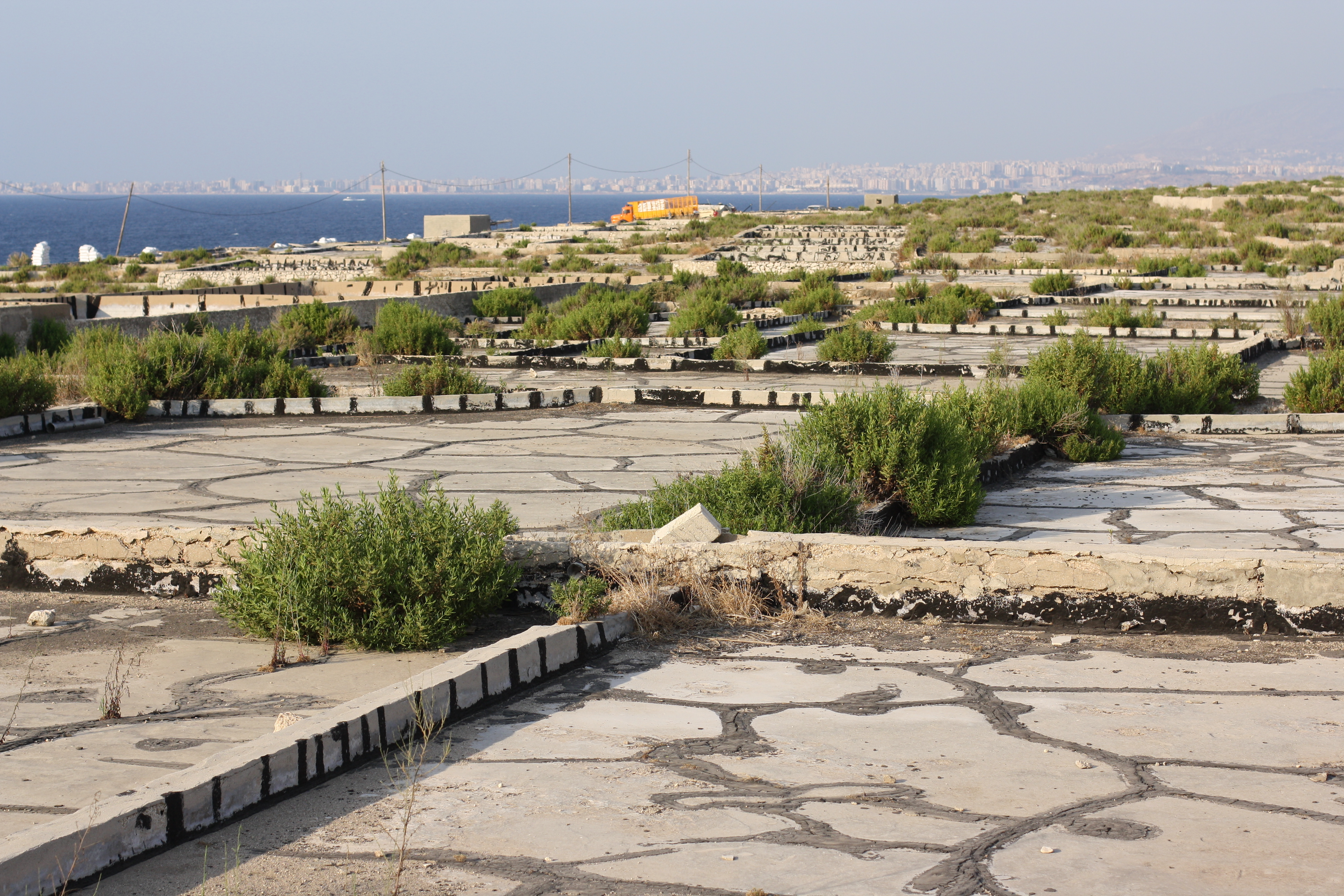
Salines

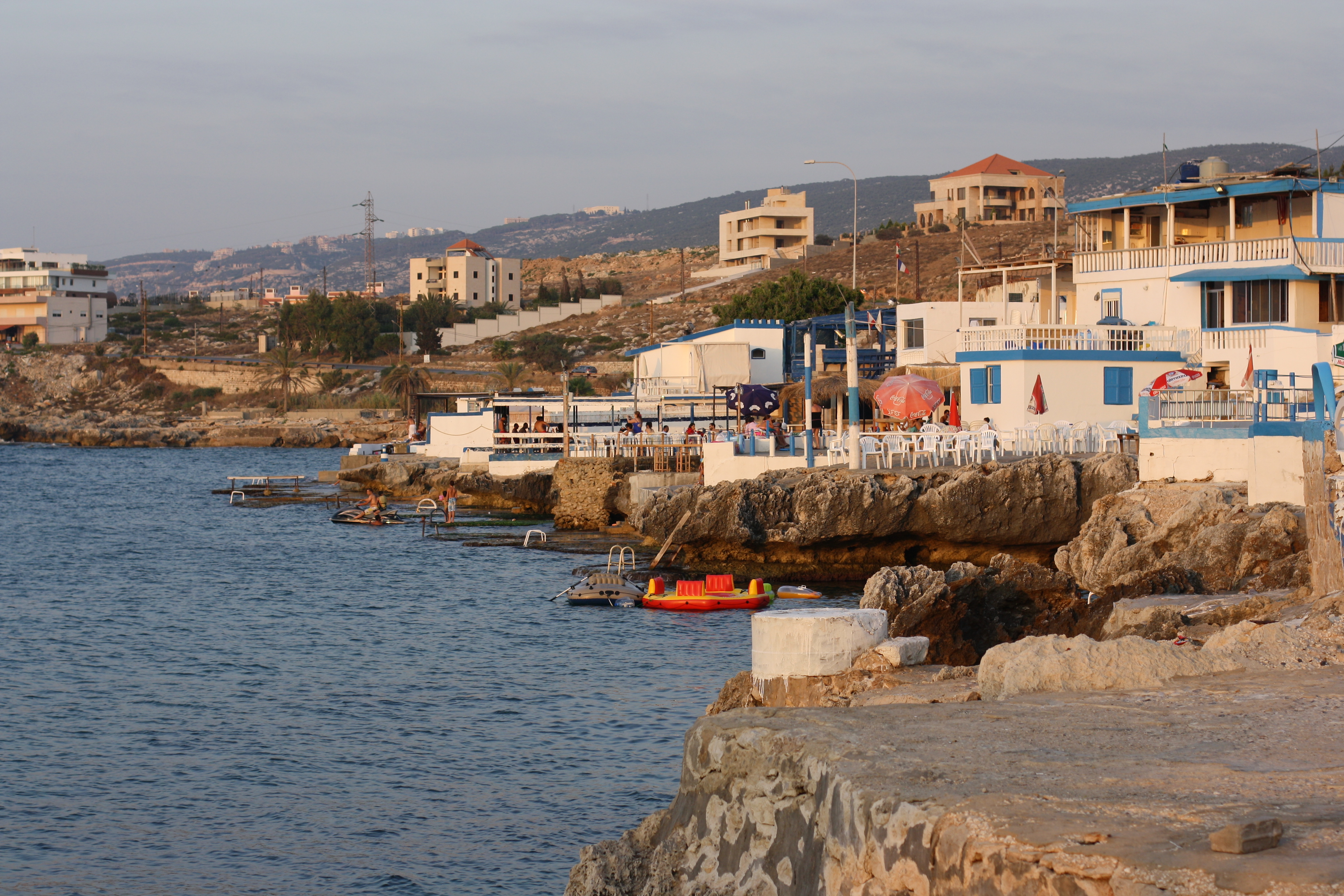
Zona turística

Les algues que creixen al roquer de la costa d'Enfeh atreuen moltes espècies submarines de peix. La pesca és, per això, un recurs heretat dels avantpassats. Al voltant d'unes 415 persones tenen la pesca com a mode de vida. Hi ha 80 que són pescadors a temps complert i són propietaris de barques. La costa d'Enfeh és el lloc habitual d'aquestes embarcacions que, quan hi ha males condicions meteorològiques cerquen refugi en el port natural de Nhayreh.

### Agricultura
Hi ha dos fruits en què es fonamenta l'agricultura d'Enfeh: la vinya i l'oliva. El raïm es ven per al consum (amb llavor i sense) i també es fa servir per produir vi; les olives es venen com a aliment i també es fan servir per produir oli.

### Turisme
Enfeh atreu força turisme, especialment durant l'estiu, pel seu atractiu paisatge, la tranquil·litat i el clima suau. Altres s'interessen per visitar les esglésies antigues, les restes arqueològiques de la península o van a veure encuriosits les típiques cases cova.

## Esglésies antigues

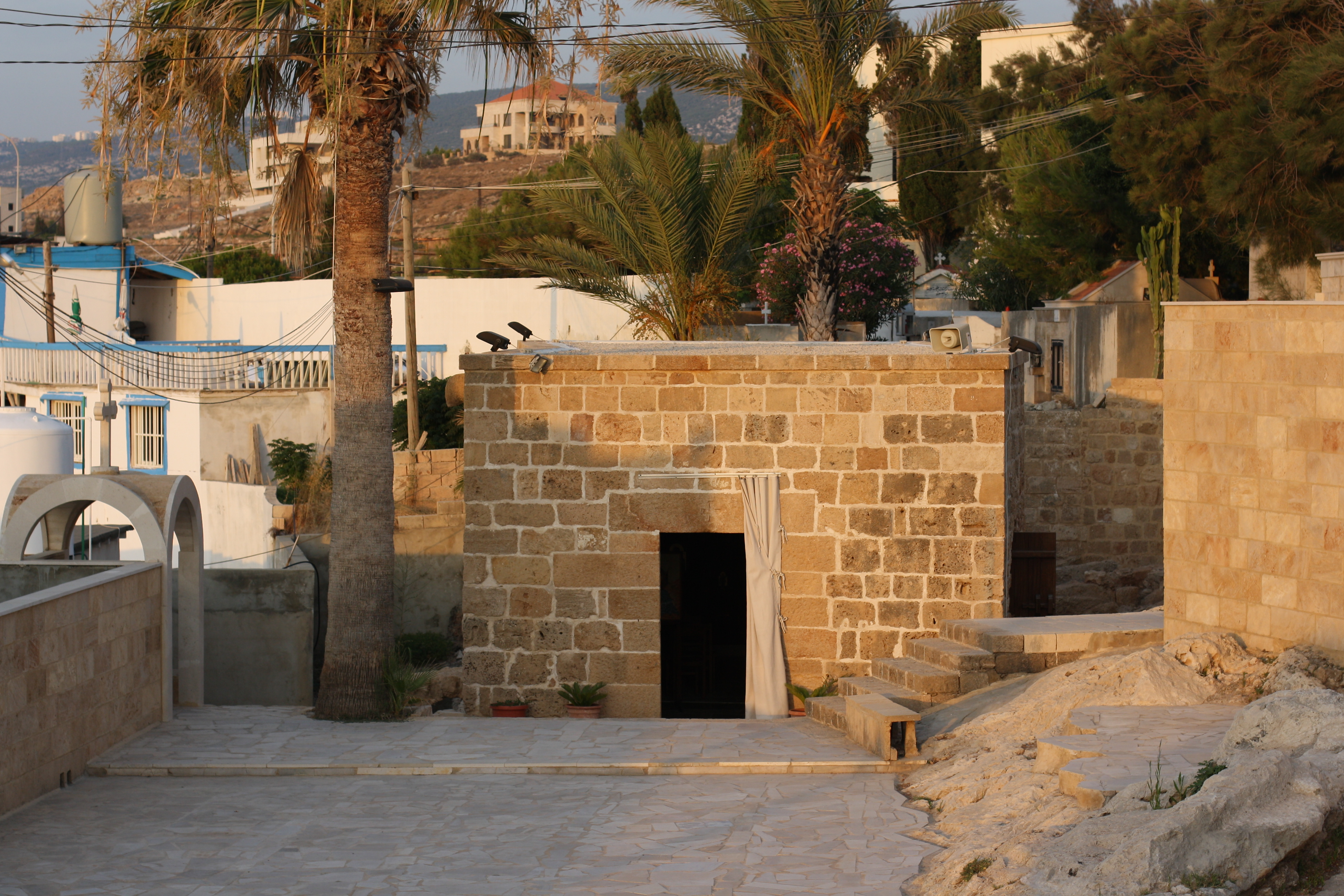
Nostra Senyora dels Vents

- Nostra Senyora dels Vents. En àrab Saydet El-Rih, és l'església més antiga d'Enfeh, construïda pels romans d'Orient. Es creu que els mariners i pescadors la van construir perquè la Mare de Déu els protegís. Consta d'una nau amb sostre de volta que acaba en un absis, orientada cap a l'est. En l'extrem oest la nau està precedida per una sala quadrada que actualment és el vestíbul però que antigament formava part d'una sala més gran emprada com a hospital. La major part de la teulada s'ha esfondrat però encara se'n conserven fragments de pintures al fresc en els seus murs. Es tracta d'imatges de sant Jordi i sant Demetri, el bateig de Jesús, i Crist als cels amb els evangelistes. Els frescos del mur sud representen la Mare de Déu calmant una tempesta.[7]

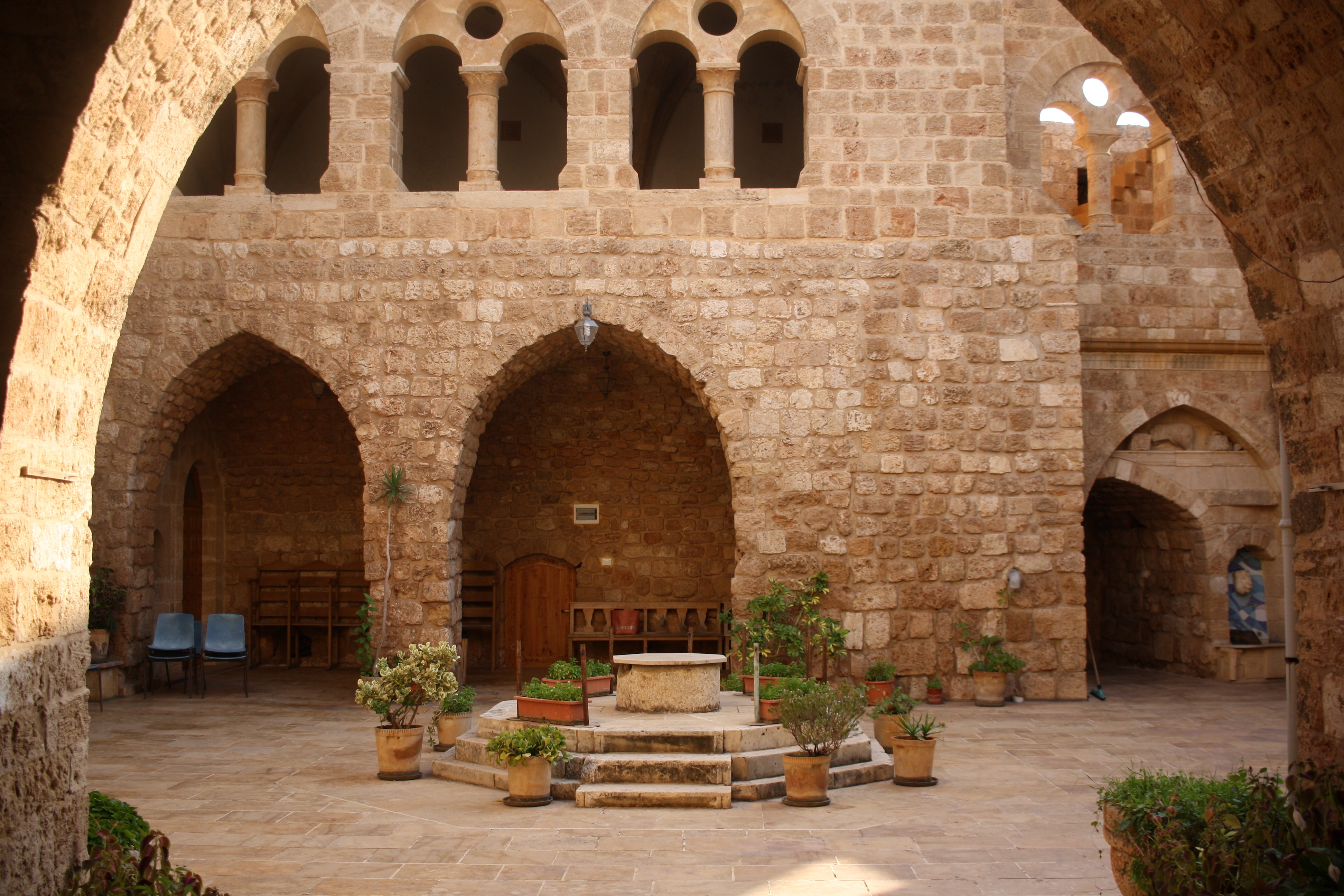
Monestir de Belvoir

- Monestir de Belvoir o Deir el-Natour. És el nom del monestir dels guaites, que data de l'època de les croades i està annex al monestir ortodox de Balamand. Deir el-Natour té un bonic claustre restaurant recentment, amb pintures d'estil romà d'Orient fetes per artistes d'Odessa. La famosa cantant Fayrouz escollí Deir el-Natour el 2010, per fer una actuació de musica sacra amb motiu del Divendres Sant.[7]

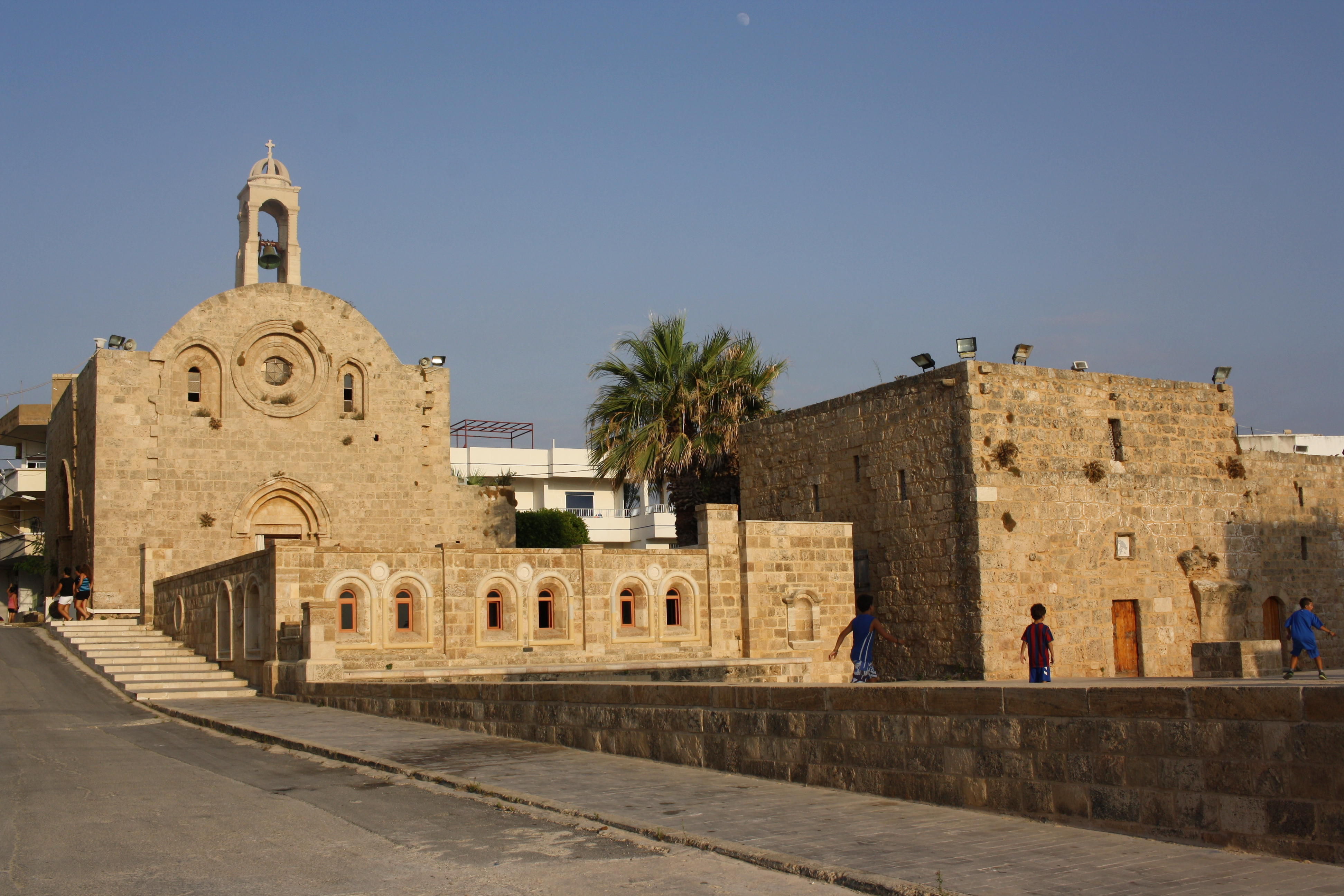
Santa Caterina

- Santa Caterina. És una església que fou construïda durant les croades, en estil romànic, l'única d'aquest estil al Líban. Estava feta per commemorar la ressurrecció com la del Sant Sepulcre, però al segle xvii es va dedicar a santa Caterina, quan fou restaurada. Està construïda amb pedra de gres i té planta rectangular. El sostre és de volta i té un absis en l'extrem oriental. Té dues portes, una per l'oest i l'altra pel nord. Hi ha una petita cambra en el cantó sud-oest a la qual s'accedeix des de l'interior de la nau. Damunt d'aquesta cambra hi havia una altra i a dalt de les dues estava el campanar. L'actual campanar es construí a mitjan segle xx en un estil diferent. Hi ha un soterrani emprat com a sepulcre, que s'ha transformat com a oratori i que estava decorat amb dues lletres de l'alfabet grec: alfa i omega.
- Sant Simeó i l'Arcàngel Gabriel. Situada a prop de l'església de Santa Caterina, està aquesta església dedicada a sant Simeó i a l'arcàngel Gabriel. La seva arquitectura és típica del segle xiii. Destaca el seu sostre amb elements incrustats per reduir l'eco a l'interior.
- Sant Jordi. És l'església més gran i la principal de la ciutat, que destaca en la silueta d'Enfeh.
- Sant Joan Baptista, Mar Youhanna al-Ma'madan en àrab, és un antic monestir situat enmig d'un paisatge verd i penyals de tall pintoresc. En aquest lloc se celebra un festival cada estiu pel dia de sant Joan.